# Feodor I al Rusiei
Feodor I Ivanovici (rusă Фёдор I Иванович), (n. 31 mai 1557, Pereslavl-Zalesski, Țaratul Rusiei – d. 7/17 ianuarie 1598, Moscova, Țaratul Rusiei)  a fost ultimul Țar al Rusiei (1584–1598) din dinastia Rurik, fiu al Țarului Ivan cel Cumplit și al Țarinei Anastasia Romanovna. S-a născut la Moscova și a fost încoronat Țar și Autocrat al tuturor Rusiilor la Moscova, la 31 mai 1584.
Fiind nesănătos și, potrivit unor rapoarte, handicapat intelectual, Feodor a fost conducător doar cu numele, puterea fiind în mâinile fratelui soției sale și ministrul său de încredere, Boris Godunov. Moartea fără urmași a lui Feodor a dus la stingerea dinastiei Rurik și a coborât Rusia în catastrofala perioadă numită Timpurile tulburi.

## Domnia
Feodor a fost un om simplu la minte, neinteresat de politică și care nu a fost niciodată considerat un candidat pentru tronul Rusiei până la moartea fratelui său mai mare, Ivan Ivanovici. Feodor a fost cucernic și petrecea mult timp rugându-se. Tatăl său, Ivan cel Groaznic, desemnase prin testament un grup de cinci curteni care să îndeplinească funcția de consiliu de regență. 
În 1580 Feodor s-a căsătorit cu Irina (Alexandra) Feodorovna Godunova (1557-1603), sora ministrului lui Ivan, Boris Godunov. Pe baza acestei căsătorii, după moartea Țarului Ivan, Boris s-a legitimat ca regentul de facto pentru țarul slab și cu handicap, Feodor.
Spre deosebire de tatăl său, Feodor nu a susținut cu entuziasm menținerea drepturilor comerciale exclusive cu Regatul Angliei. Feodor a declarat împărăția lui deschisă tuturor străinilor și l-a respins pe ambasadorul englez Sir Jerome Bowes, al cărui fast a fost tolerat de tatăl lui Feodor. Elisabeta I a trimis un nou ambasador, Giles Fletcher cel Bătrân, pentru a-i cere lui Boris Godunov să-l convingă pe țar să-și reconsidere poziția.
Negocierile au eșuat, Fletcher omițând două dintre titlurile de adresare în fața țarului Feodor. Elisabeta a continuat să apeleze la Feodor pe jumătate cu scrisori pline de cuvinte atrăgătoare, pe jumătate pline de reproș. Ea i-a propus o alianță, lucru pe care ea a refuzat să-l facă atunci când tatăl lui Feodor i-a propus.
Boris Godunov a consolidat și dominația Moscovei asupra Siberiei. Prima pătrundere a rușilor în zonă a fost realizată de Stroganovi, o dinastie de negustori care l-a angajat pe hatmanul tătar Yermak să-i învingă pe tătarii siberieni. Yermak a fost ucis în luptă însă trupele ruse și-au instaurat prezența permanentă în regiune.
În politica externă, cea mai importantă acțiune din timpul domniei lui Feodor a fost înființarea Patriarhiei. În 1589, mitropolitul Job, un aliat apropiat lui Boris Godunov, a fost ridicat la rangul de patriarh cu consimțământul patriarhului de la Constantinopol.
În 1591, prințul Dmitri, fratele de nouă ani al țarului Feodor, a fost găsit mort, cu o rană la gât, în curtea reședinței sale de la Uglici. Boierul Vasili Șuiski, însărcinat de Godunov să investigheze moartea prințului, a constatat că Dmitri suferise o criză de epilepsie în timp ce se juca cu un cuțit și s-a rănit mortal.
După aproape 12 ani de căsătorie, Țarina Irina a născut o fiică, Feodosia, în 1592. Feodosia a murit în 1594 la vârsta de doi ani. Eșecul lui Feodor de a avea alți copii a dus la stingerea ramurii principale, veche de secole a dinastiei Rurik. Feodor a murit fără moștenitori și fără să desemneze nici un succesor, astfel Boris a ajuns într-o poziție favorabilă care i-a permis să pretindă tronul.